# تسلخ
التسلّخ أو التَّشريح هو تقطيع جسد الحيوان أو النبات المُتوفّى بغرض دراسة البُنى التشريحيّة. يُستخدم تشريح الجثث في علم الباثولوجيا والطّب الشرعيّ لتحديد سبب الوفاة عند الإنسان. يكون تشريح النباتات والحيوانات الصغيرة المحفوظة في محلول الميثانال (الفورمول) أقل شيوعًا من غيرها، وعادةً ما تُجرى في فصول علم الأحياء (البيولوجيا) والعلوم الطبيعية في المدارس المتوسطة والثانوية، بينما يُطبّق تشريح جثث البالغين والأطفال بشكلٍ واسعِ النطاق، سواء كانت طازجةً أو محفوظةً في الكليّات الطبيّة كجزءٍ من تدريس مواد مثل علم التشريح، علم الباثولوجيا، والطب الشرعي. ويُنفّذ التشريح عادةً ضمن مشرحةٍ أو مختبرٍ خاصٍ للتشريح.

## نظرة عامّة
تُسلّخ أجسام النّباتات والحيوانات بهدف تحليل بُينتها ومعرفة وظيفة مكوناتها الداخليّة. يُمارَس التشريح من قِبل الطّلاب في فصول البيولوجيا وعلم النّبات وعلم الحيوان والطّب البيطريّ، وأحيانًا في بعض الدراسات الفنيّة. يُشَرِّح الطّلاب الجثثِ البشرية في كليّات الطّب بغرض تعلم مادة التّشريح.
يستخدم التسلّخ للمساعدة في تحديد سبب الوفاة، وهو جزءٌ جوهريّ من الطب الشرعي
المبدأ الأساسيّ في تشريح الجثث البشريّة هو الوقاية من الأمراض التي قد تنتقل للمُشرِّح، تشمل الوقاية من انتقال العدوى: ارتداء معدات الوقاية الخاصة وضمان البيئة النظيفة وإجراء اختباراتِ ما قبل التشريح للعيّنات بهدف التّحري عن وجود فيروس نقص المناعة البشريّة المُكتسَب (HIV) وفيروس التهاب الكبد.

## تاريخيًا

### العصور القديمة الكلاسيكية
نُفّذ تسلّخ الإنسان من قِبل الطب اليوناني القديم وهيروفيلوس وإيراسيستراتوس في أوائل القرن الثالث ما قبل الميلاد. ووُجدَت الكثير من المُحرَّمات في الثقافة اليونانية بما يتعلّق بالتسلّخ البشري، وكان هناك في الوقت ذاته تحريضٌ قويّ من قِبل المملكة البطلمية لجعل الإسكندريَّة مركزًا للدراسة العلميّة. حرّمَ القانون الرومانيّ لفترة من الزمن تشريح الجسم البشريّ، فكان على الأطباء استخدام جثثٍ أخرى. شَرَّحَ جالينوس - على سبيل المثال - القرود وأنواعٍ من الحيوانات الأخرى، على افتراض أنّ تشريحهم مماثلٌ لتشريح الإنسان.

### الهند

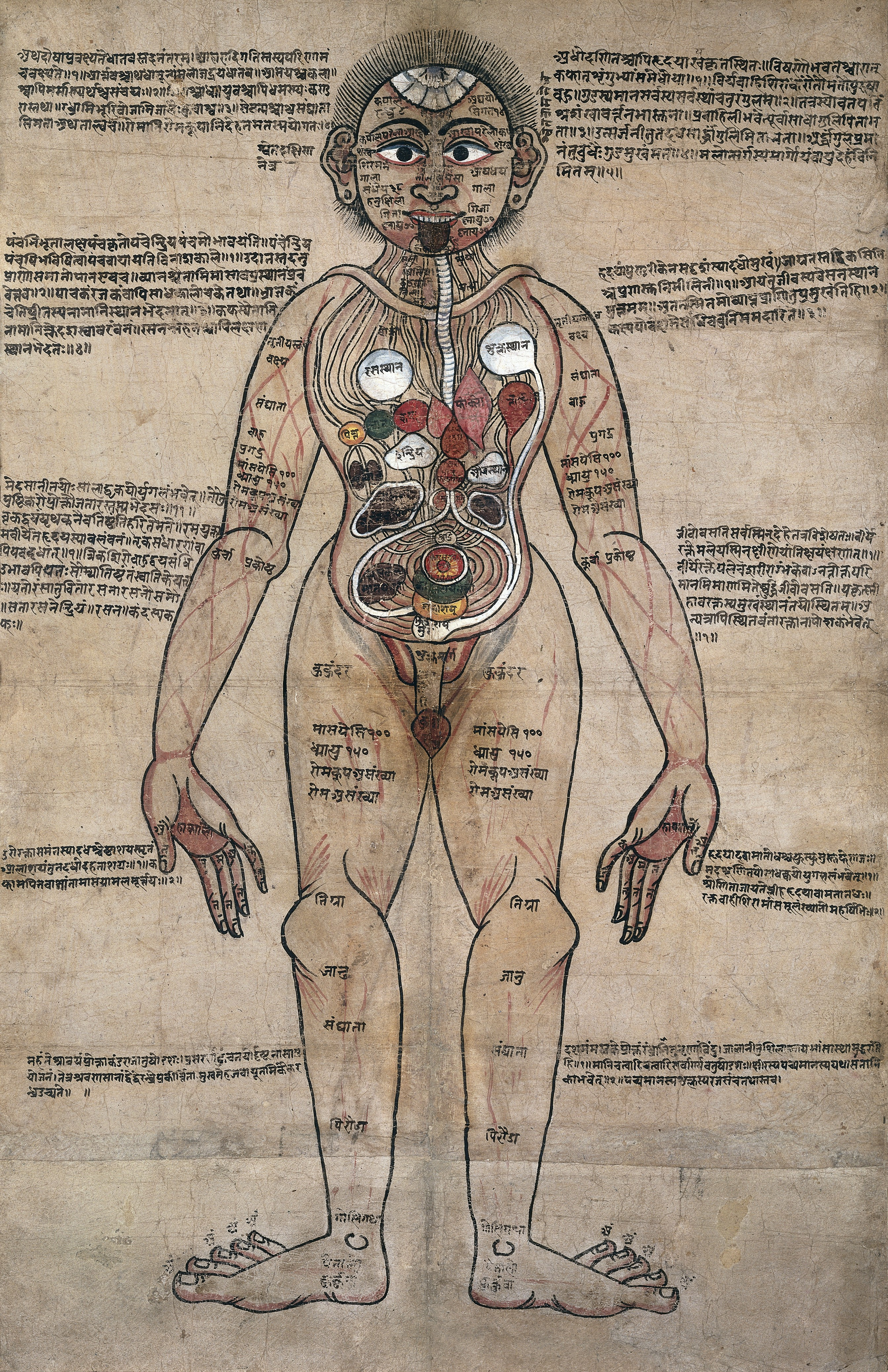
نموذج تشريح هندي يعود لحوالي القرن الثامن عشر

تركت المجتمعات الهنديّة القديمة خلفها أعمالًا فنيةً تشرح كيفيّة قتْل الحيوانات أثناء الصيد. إذ تُظهرُ هذه الأعمال طريقة القتل بفعاليّة أكثر اعتمادًا على المعرفة الدقيقة للتّشريح الخارجيّ والداخليّ للفريسة وكذلك معرفة أهم الأعضاء ومواقعها. اكتُسبَت هذه المعرفة بالتّشريح من خلال طريقة إعداد الصيّادين لفرائسهم. لسوء الحظ، لم يبقَ سوى القليل من ذلك العصر للدّلالة على حدوث التّشريح فعلًا أم لا.

### العالم الإسلاميّ
طُبِّقَت الشّريعة الإسلامية إلى حد كبير داخل الدول الإسلامية منذ بداية الإسلام عام 610 بعد الميلاد، بدعمٍ من العلماء المسلمين مثل أبو حامد الغزالي. مارس بعض الأطباء المسلمين التشريح لكن لم يُعرف إن كان تشريحًا للإنسان أم لا، منهم: ابن زهر (1091-1161) في الأندلس، وطبيب صلاح الدّين الأيوبي خلال القرن الثاني عشر، وعبد اللّطيف بن يوسف البغدادي في مصر، وابن النّفيس بين سوريا ومصر، أشار ابن النفيس، وهو طبيبٌ وفقيهٌ مُسلم، إلى أنّ «تعاليم الشّريعة الإسلامية لم تُشجِّع على ممارسة التّشريح»، وهذا يدلّ على عدم وجود قانون صريح ضدّه، إلا أنّه غير شائعٍ. يفرض الإسلام دفن الجثث في أقرب وقتٍ ممكنٍ بعد الوفاة، ولا يُسمح باستخدام وسائل أخرى للتخلص من الجثّة مثل الحرق. لم تُشرَّح الجثث البشريّة قبل القرن العاشر. يتناول كتاب «التّصريف»، الذي ألّفه الزّهراوي في عام 1000 بعد الميلاد، تفاصيل العمليات الجراحية التي تختلف عن المعايير السابقة.
يُعتبر هذا الكتاب نصًا تعليميًا للطّب والجراحة ويتضمن توضيحاتٍ مفصلةً. تُرجمَ لاحقًا وأخَذ مكان كتاب الطبيب الفارسي ابن سينا كوسيلةٍ تعليميةٍ أساسيّةٍ في أوروبا من القرن الثاني عشر وحتّى القرن السابع عشر. كان هناك البعض الذين كانوا على استعدادٍ لتسلّخ البشر في القرن الثاني عشر(بغرض التعلم) ولكنه حُظرَ بعد ذلك. ظلّ هذا الموقف ثابتًا حتى عام 1952، إذ قضت مدرسة الفقه الإسلامي في مصر بأن «الضرورة تُبيح المحظورات». وسمح هذا القرار بالتّحقيق في الوفيّات المشكوك بأمرها عن طريق تشريح الجثّة.
يُجرى التسلّخ لأغراضٍ قضائيّةٍ في قطر وتونس. تشريح الإنسان موجود في العالم الإسلامي الحديث، ولكن نادراً ما يُصرَّح به لأسبابٍ دينيةٍ واجتماعيةٍ.

### أوروبا المسيحيّة
شهِد تسلّخ الجثث البشريّة بهدف التّعليم الطّبي طوال تاريخ أوروبا المسيحية فتراتٍ مختلفةٍ من الحظر في بلدانٍ مختلفةٍ. كان التشريح نادرًا خلال العصور الوسطى، ولكن توجد أدلة قليلة على ممارسته في وقتٍ مبكّرٍ من القرن الثالث عشر. كانت ممارسة تشريح الجثث في أوروبا الغربيّة إبّان العصور الوسطى غير معروفة بشكلٍ جيد، إذ لم ينجُ إلا عددٌ قليلٌ من النصوص المُتعلّقة بالجراحة والتّشريح. ادّعى عالم يسوعيّ حديث أنّ اللّاهوت المسيحي ساهم بشكلٍ كبيرٍ في إعادة إحياء تشريح جثث الإنسان من خلال توفير مجالٍ اجتماعيّ ودينيّ وثقافيّ جديدٍ.
فُهمت المراسيم الصادرة في أوائل القرن الثامن عشر عن مجلس الإدارة 1163، وعن البابا بونيفاس الثامن، بشكلٍ خاطئٍ على أنّها تُحرِّم التّشريح. ربّما ساهم الفَهم الخاطئ لمحتوى هذه المراسيم بالإحجام عن تنفيذ مثل هذه الإجراءات. شهِدت بعد ذلك العصور الوسطى عودة الاهتمام بالدراسات الطبيّة، بما في ذلك تسلّخ جثة الإنسان.
أجرى الإيطالي جالياتسو دي سانتا صوفيا أول عملية تشريح في شمال جبال الألب في فيينا عام 1404.
أجرى أندرياس فيزالوس في القرن السادس عشر العديد من عمليات التّشريح، لكنّه تعرّض لهجومٍ متكررٍ بسبب عدم موافقته على آراء جالينوس في علم التّشريح البشري. تُنفّذ عملية تشريح الجثث في أوروبا الحديثة  بشكلٍ روتينيّ في مجال البحوث البيولوجيّة والتعليم، وفي الكليّات الطبيّة، ولتحديد سبب الوفاة.

### بريطانيا
بقيَ التسلّخ محظورًا بشكلٍ تامٍّ في بريطانيا، من نهاية الفتح الروماني وعبر العصور الوسطى، وحتى القرن السادس عشر إذ أُعطيت سلسلة من المراسيم الملكيّة في تلك الفترة مجموعات محددة من الأطباء والجراحين بعض الحقوق المحدودة لتشريح الجثث. كان الإذن محدودًا جدًا: فبحلول منتصف القرن الثامن عشر، كانت «كليّة الأطباء الملكيَّة» و«كليّة الجرّاحين الملكيَّة بإنجلترا» هما المجموعتان الوحيدتان اللّتان سُمِح لهما بإجراء عمليات تشريح، وكان لهما حصةً سنويّةً تصل إلى عشرة جثث. سمح «قانون القتل «1752 بتشريح جثث القَتَلة الذين أُعدموا بغرض البحوث التّشريحية والتّعليم وأتى ذلك نتيجةً لضغطٍ من علماء التّشريح، وخاصةً في كليّات الطّب الحديثة. يُبيِّن تاريخ التّشريح في القرن التاسع عشر أنّ إمدادات الجثث هذه غير كافية، إذ كانت كليّات الطب الحكوميّة في نموٍ مُستمرٍ، وافتَقرت الكليّات الطبيّة الخاصة إلى إمكانيّة الوصول القانونيّ إلى الجثث. فنشأ سوق سوداء لبيع الجثث وأعضاء الجسم البشريّ، مما أدّى إلى وجود ما يُسمَّى بمهنة خطف الجثث، و«جرائم بورك وهير» الفظيعة في عام 1828، عندما قتل 16 شخصًا بهدف بيع جثثهم إلى علماء التّشريح. أدّى الغضب العام الناتج عن ذلك إلى إقرار قانون يسمح بزيادة الإمدادات القانونيّة من الجثث بغرض التّشريح لعام 1832.
أدّى وجود برامج الكمبيوتر التفاعليّة بحلول القرن الحادي والعشرين إلى تجدد النّقاش حول استخدام الجثث في التّعليم الطبي. وأصبحت كليّة بينينسيولا للطّب وطبّ الأسنان، في المملكة المتّحدة، أول كلية طبٍ حديثةٍ تنفِّذ تعليمها في علم التّشريح بدون تشريحٍ حقيقيّ.